# 楚天金报
《楚天金报》是湖北日报传媒集团旗下的一份報紙，該報前身是1993年12月28日创刊的《市场指南报》，2001年11月18日改版成《楚天金报》。日均最高发行量曾经超过60万份。2013年开始与央视财经频道等媒体合作。2017年12月1日起，楚天金报停刊。